# Lars Braunerskiöld
Lars Braunerskiöld (före adlandet Braun), född 1 augusti 1657 i Ålems församling, död 3 november 1729 i Kalmar, var en svensk läkare.

## Biografi
Braunerskiöld föddes 1657 på Näfra i Ålems församling. Han var son till Nicolaus Brodderi Braun. Braunerskiöld studerade 4 maj 1670 i Kalmar och blev 13 december 1676 student vid Uppsala universitet. Han avlade filosofie magisterexamen vid universitetet 10 december 1685 och blev medicine doktor i Utrecht 10 maj 1689. Samt professor i medicin vid Åbo universitet 1693. 1698 blev han professor i Dorpat och 1701 i Pernau. Från 1719 blev han amiralitetsläkare i Karlskrona och adlades samma år. Han har utgett ett flertal mindre medicinska skrifter.

### Familj
Braunerskiöld gifte sig 1 november 1692 med Margareta Haijock (död 1728). Hon var dotter till rådmannen David Haijock. De fick tillsammans barnen Christina Braunerskiöld (1694–1740) som var gift med kyrkoherden Johan Galle i Högsby församling, Fredrik Braunerskiöld, Margareta Braunerskiöld som var gift med skeppskaptenen Alexander Haijock i amiralitetet, studenten Nicolaus Braunerskiöld (död 1710), häradshövdingen Lars Braunerskiöld (1700–1753) i Uppland och David Braunerskiöld.